# Ель-Міраж (Аризона)
Ель-Міраж (англ. El Mirage) — місто (англ. city) в США, в окрузі Марікопа штату Аризона. Населення — 35 805 осіб (2020).

## Географія
Ель-Міраж розташований за координатами 33°35′25″ пн. ш. 112°19′38″ зх. д. / 33.59028° пн. ш. 112.32722° зх. д. (33.590224, -112.327102). За даними Бюро перепису населення США в 2010 році місто мало площу 26,14 км², з яких 25,97 км² — суходіл та 0,16 км² — водойми.

## Демографія
Згідно з переписом 2010 року, у місті мешкало 31 797 осіб у 9416 домогосподарствах у складі 7392 родин. Густота населення становила 1217 осіб/км². Було 11326 помешкань (433/км²).
Расовий склад населення:
| - 60,9 % — білих - 6,6 % — чорних або афроамериканців - 1,6 % — азіатів - 1,4 % — корінних американців - 0,3 % — вихідців з тихоокеанських островів - 24,3 % — осіб інших рас |

До двох чи більше рас належало 5,0 %. Частка іспаномовних становила 47,6 % від усіх жителів.
За віковим діапазоном населення розподілялося таким чином: 35,5 % — особи молодші 18 років, 58,1 % — особи у віці 18—64 років, 6,4 % — особи у віці 65 років та старші. Медіана віку мешканця становила 28,1 року. На 100 осіб жіночої статі у місті припадало 98,3 чоловіків; на 100 жінок у віці від 18 років та старших — 94,7 чоловіків також старших 18 років.
Середній дохід на одне домашнє господарство становив 57 884 долари США (медіана — 50 326), а середній дохід на одну сім'ю — 56 930 доларів (медіана — 50 884). Медіана доходів становила 40 108 доларів для чоловіків та 36 400 доларів для жінок. За межею бідності перебувало 19,9 % осіб, у тому числі 28,5 % дітей у віці до 18 років та 14,5 % осіб у віці 65 років та старших.
Цивільне працевлаштоване населення становило 14 079 осіб. Основні галузі зайнятості: освіта, охорона здоров'я та соціальна допомога — 20,3 %, роздрібна торгівля — 13,4 %, науковці, спеціалісти, менеджери — 12,9 %.